# 二十歳の恋
『二十歳の恋』（原題: L'amour à 20 ans）は、パリ、ローマ、東京、ミュンヘン、ワルシャワの5都市を舞台に、恋と青春をテーマにした1962年の国際オムニバス映画である。各篇の間にジョルジュ・ドルリューの主題歌が流れ、アンリ・カルティエ＝ブレッソンの写真が挿入される。

## 日本篇
石原慎太郎が、1958年（昭和33年）に東京都で発生した殺人事件「小松川事件」を題材にした自作の短編小説『十八歳』を原作にした日本篇を監督した。
主演：古畑弘二、田村奈巳